# Ramsen (Pfalz)

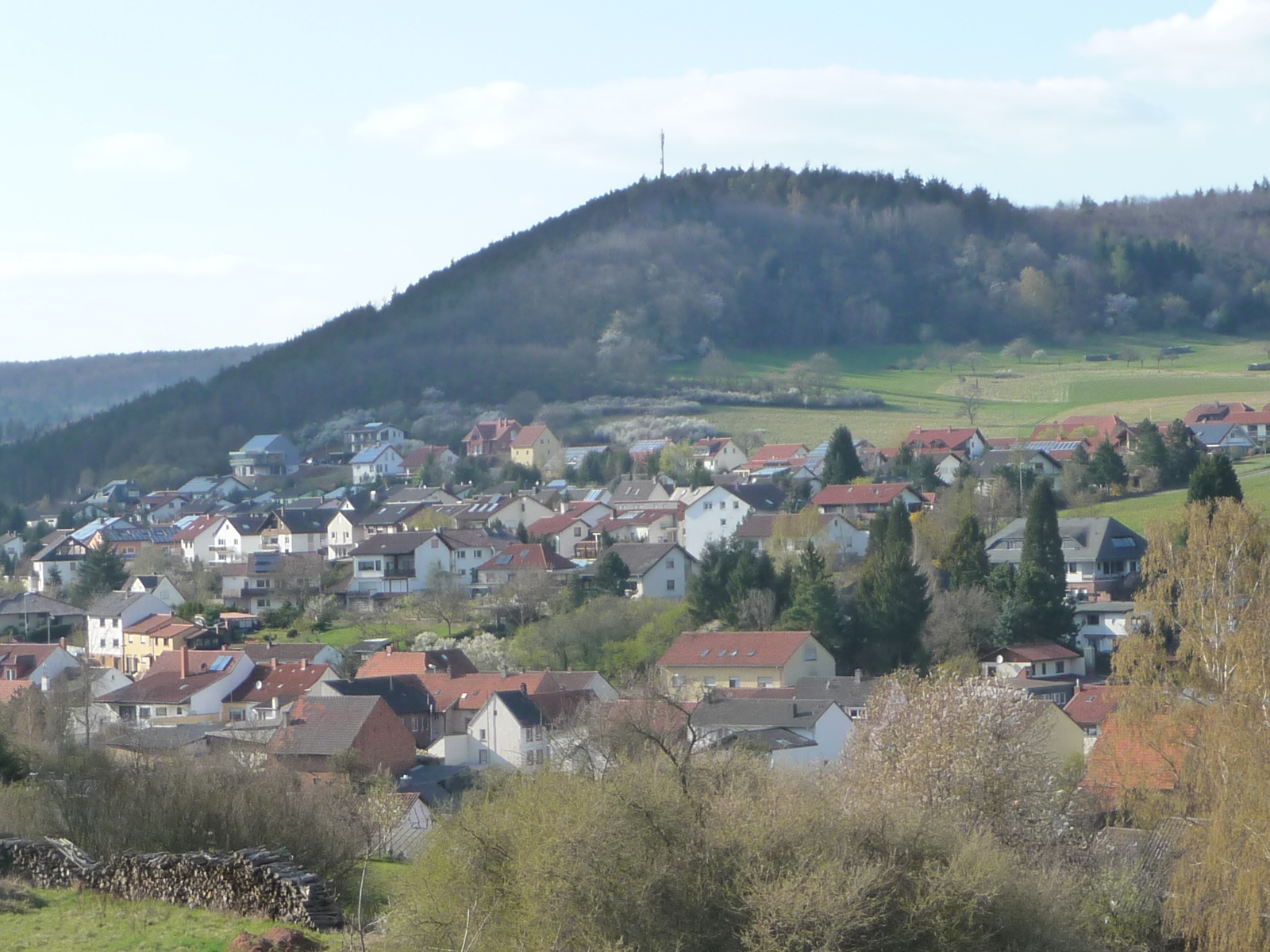
Blick über Ramsen

Ramsen (pfälzisch: Ramse) ist die am weitesten südlich gelegene Ortsgemeinde im Donnersbergkreis in Rheinland-Pfalz. Sie gehört der Verbandsgemeinde Eisenberg (Pfalz) an, innerhalb derer sie gemessen an der Einwohnerzahl die kleinste Ortsgemeinde darstellt.

## Geographie

### Lage
Die Gemeinde liegt im Pfälzerwald in dessen Teilbereich Stumpfwald und bildet den südlichen Abschluss des Donnersbergkreises. Im Süden grenzt das Gemeindegebiet an den Landkreis Bad Dürkheim, im Westen an den Landkreis Kaiserslautern. Zu Ramsen gehören zusätzlich die Weiler und Wohnplätze Clauserhof, Eiswoog, Kisselhof, Kleehof, Neuhammer, Ripperterhof, Eiswoog-Forsthaus und Hof Walzwerk. Nachbargemeinden sind – im Uhrzeigersinn – Eisenberg (Pfalz), Wattenheim, Enkenbach-Alsenborn und Kerzenheim.

### Erhebungen
Im Süden der Gemarkung liegen die Nordflanke der 444 m ü. NHN messenden Hohen Bühl an der Grenze zu Wattenheim und weiter nordöstlich der 379 m ü. NHN hohe Lerchenkopf sowie der 362 m ü. NHN hohe Sandhübel. Weiter westlich befindet sich der 397 m ü. NHN hohe Eiskopf. Ganz im Westen an der Grenze zu Enkenbach-Alsenborn erstrecken sich der 358 m ü. NHN hohe Steinkopf und weiter südlich der 345 m ü. NHN  hohe Stempelkopf. Im Gemarkungsdreieck zu Enkenbach-Alsenborn und Kerzenheim befindet sich der 353 m ü. NHN hohe Salweidenkopf. Unmittelbar südwestlich des Siedlungsgebiets erstreckt sich außerdem der Gänseberg und westlich der Lehrberg.

### Gewässer
Ramsen wird in West-Ost-Richtung vom Eisbach durchflossen; bereits seine Quellbäche – einer von ihnen ist der Hollerbach – liegen auf Gemarkung der Gemeinde und fließen im Eiswoog zusammen. Anschließend nimmt er mehrere Nebenbäche wie den Bockbach, den Abttalbach und den Ellenbach auf.

### Flächenaufteilung
Nach Daten des Statistischen Landesamtes Rheinland-Pfalz, Stand 31. Dezember 2017.

### Klima
Der Jahresniederschlag beträgt 730 mm.

## Geschichte
Die Gemeinde entstand im Mittelalter aus dem dort entstandenen Kloster Ramsen (Ramesa, Rammessum), das 1146 gegründet wurde. Mitten im Stumpfwald zwischen Ramsen und Neuhemsbach auf der Gemarkung Enkenbach-Alsenborns befinden sich die sogenannten Neun Steine, eines der drei Landgerichte im alten Wormsgau, die in der Lehensurkunde des Kurfürsten Ruprecht III. von der Pfalz erwähnt sind.
Bis gegen Ende des 18. Jahrhunderts gehörte der Ort einerseits sowohl zu Nassau-Weilburg sowie dessen Herrschaft Kirchheim und Stauf als auch zum Hochstift Worms und unterstand dort der Bischöflichen Kellerei Neuleiningen.
Von 1798 bis 1814, als die Pfalz Teil der Französischen Republik (bis 1804) und anschließend Teil des Napoleonischen Kaiserreichs war, war Ramsen in den Kanton Göllheim eingegliedert und war Sitz einer eigenen Mairie, die zusätzlich Stauf umfasste. 1815 wurde er Österreich zugeschlagen. Bereits ein Jahr später wechselte der Ort wie die gesamte Pfalz in das Königreich Bayern. Von 1818 bis 1862 gehörte Ramsen dem Landkommissariat Kirchheim – später Kirchheimbolanden an; aus diesem ging das Bezirksamt Kirchheimbolanden  hervor.
Ab 1939 war der Ort Bestandteil des Landkreises Kirchheimbolanden. Nach dem Zweiten Weltkrieg wurde Ramsen innerhalb der französischen Besatzungszone Teil des damals neu gebildeten Landes Rheinland-Pfalz. Im Zuge der ersten rheinland-pfälzischen Verwaltungsreform wechselte Ramsen 1969 in den neu gebildeten Donnersbergkreis; drei Jahre später wurde die Gemeinde in die ebenfalls neu entstandene Verbandsgemeinde Eisenberg (Pfalz) eingegliedert.

## Bevölkerung

### Einwohnerstatistik
Die Entwicklung der Einwohnerzahl von Ramsen, die Werte von 1871 bis 1987 beruhen auf Volkszählungen:
| Jahr | Einwohner |
| 1815 | 546       |
| 1835 | 810       |
| 1871 | 933       |
| 1905 | 1.053     |
| 1939 | 1.271     |
| 1950 | 1.403     |

| Jahr | Einwohner |
| 1961 | 1.665     |
| 1970 | 1.761     |
| 1987 | 1.810     |
| 1997 | 1.876     |
| 2005 | 1.825     |
| 2023 | 1.855     |

### Konfessionsstatistik
Am 31. Oktober 2014 waren 43 % der Einwohner evangelisch, knapp 35 % römisch-katholisch und 20 % konfessionslos. Die Zahl der Katholiken und vor allem die der Protestanten ist seitdem gesunken, während die Zahl der Einwohner mit sonstiger Konfession oder ohne Konfession zugenommen hat. Mit Stand vom Juni 2025 waren von den Einwohnern 34,1 % evangelisch, 28,1 % katholisch und 37,8 % gehörten sonstigen oder keinen Glaubensgemeinschaft an.

### Christentum

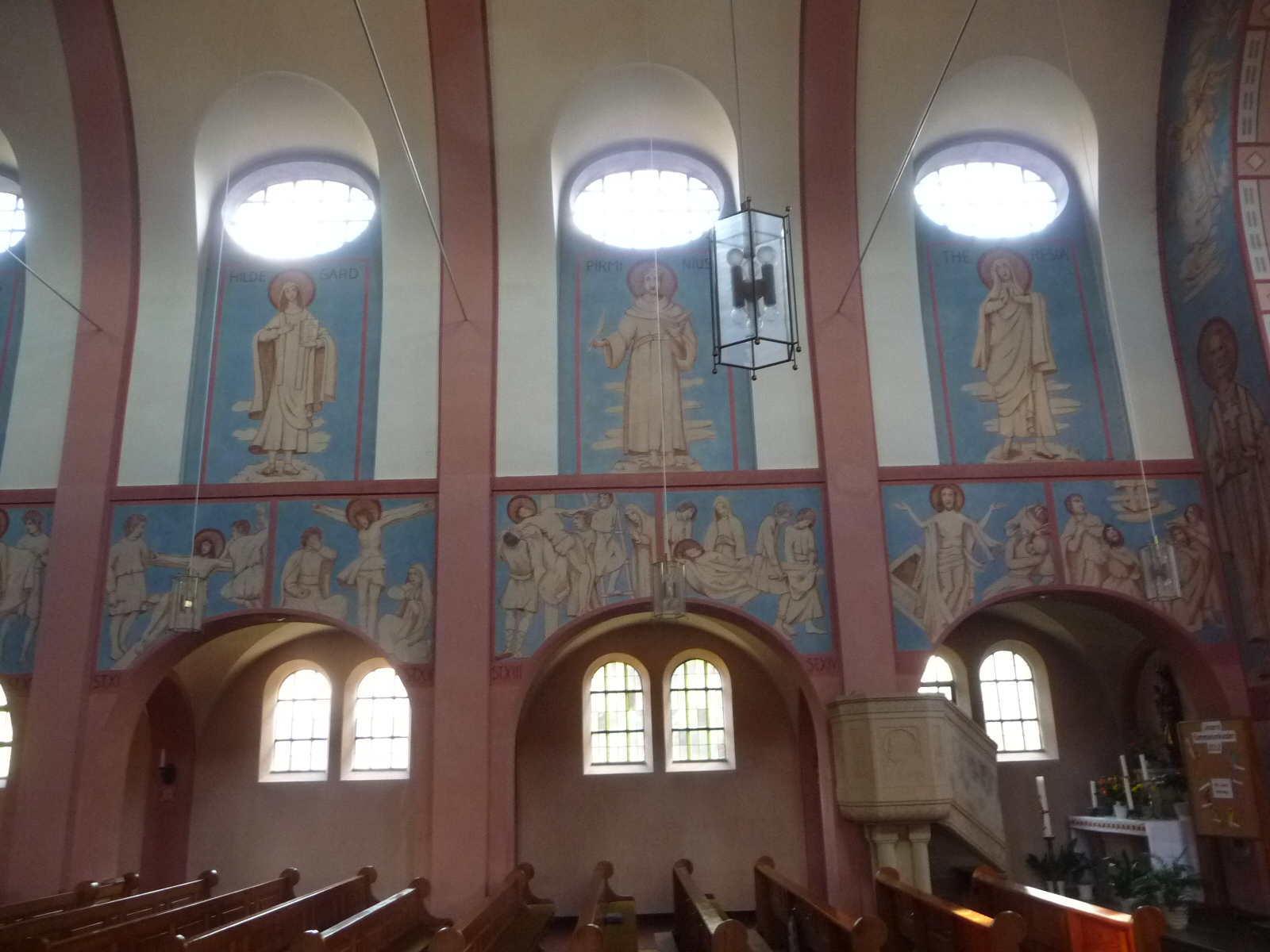
Malerei in der katholischen Pfarrkirche

Die Evangelischen sind Teil der Protestantischen Landeskirche Pfalz und unterstehen dem Dekanat Bad Dürkheim-Grünstadt. Die Katholiken gehören zum Bistum Speyer und unterstehen dort dem Dekanat Bad Dürkheim. Ab Ende des 17. Jahrhunderts wurde Ramsen von der Pfarrei Göllheim aus betreut und ab 1808 von Hettenleidelheim aus. Später erhielt die Gemeinde eine Pfarrei vor Ort. Seit 1. Januar 2016 ist die katholische Kirche eine Filiale der in Hettenleidelheim ansässigen Pfarrei Hl. Lukas. Auf einer Anhöhe befindet sich außerdem die „Ramser Kapelle“.

## Politik

### Gemeinderat
- SPD: 4
- FW: 7
- CDU: 5

Der Gemeinderat in Ramsen besteht aus 16 Ratsmitgliedern, die bei der Kommunalwahl am 9. Juni 2024 in einer personalisierten Verhältniswahl gewählt wurden, und dem ehrenamtlichen Ortsbürgermeister als Vorsitzendem.
Die Sitzverteilung im Gemeinderat:
| Wahl | SPD | CDU | FW * | Gesamt   |
| ---- | --- | --- | ---- | -------- |
| 2024 | 4   | 5   | 7    | 16 Sitze |
| 2019 | 5   | 5   | 6    | 16 Sitze |
| 2014 | 5   | 6   | 5    | 16 Sitze |
| 2009 | 5   | 5   | 6    | 16 Sitze |
| 2004 | 3   | 3   | 10   | 16 Sitze |

### Bürgermeister
Ortsbürgermeister ist Arnold Ruster (FW). In einer Stichwahl am 16. Juni 2019 setzte er sich mit einem Stimmenanteil von 59,27 Prozent gegen den bisherigen Amtsinhaber durch. Bei der Direktwahl am 9. Juni 2024 setzte er sich mit 66,5 % gegen eine Mitbewerberin durch und wurde damit für weitere fünf Jahre in seinem Amt bestätigt.
Rusters Vorgänger waren Wolfgang Steitz (CDU), Norbert Bayer (SPD) und bis 2009 Otto Frambach.

### Wappen
| Wappen von Ramsen | Blasonierung: „Geteilt von Rot und Gold; oben ein goldener Krummstab gekreuzt mit einer goldenen Lanze, belegt mit einem silbernen Schild, darin ein rotes Kreuz, unten der rote Buchstabe R.“ |
| Wappen von Ramsen | |

## Kultur und Sehenswürdigkeiten

### Kulturdenkmäler

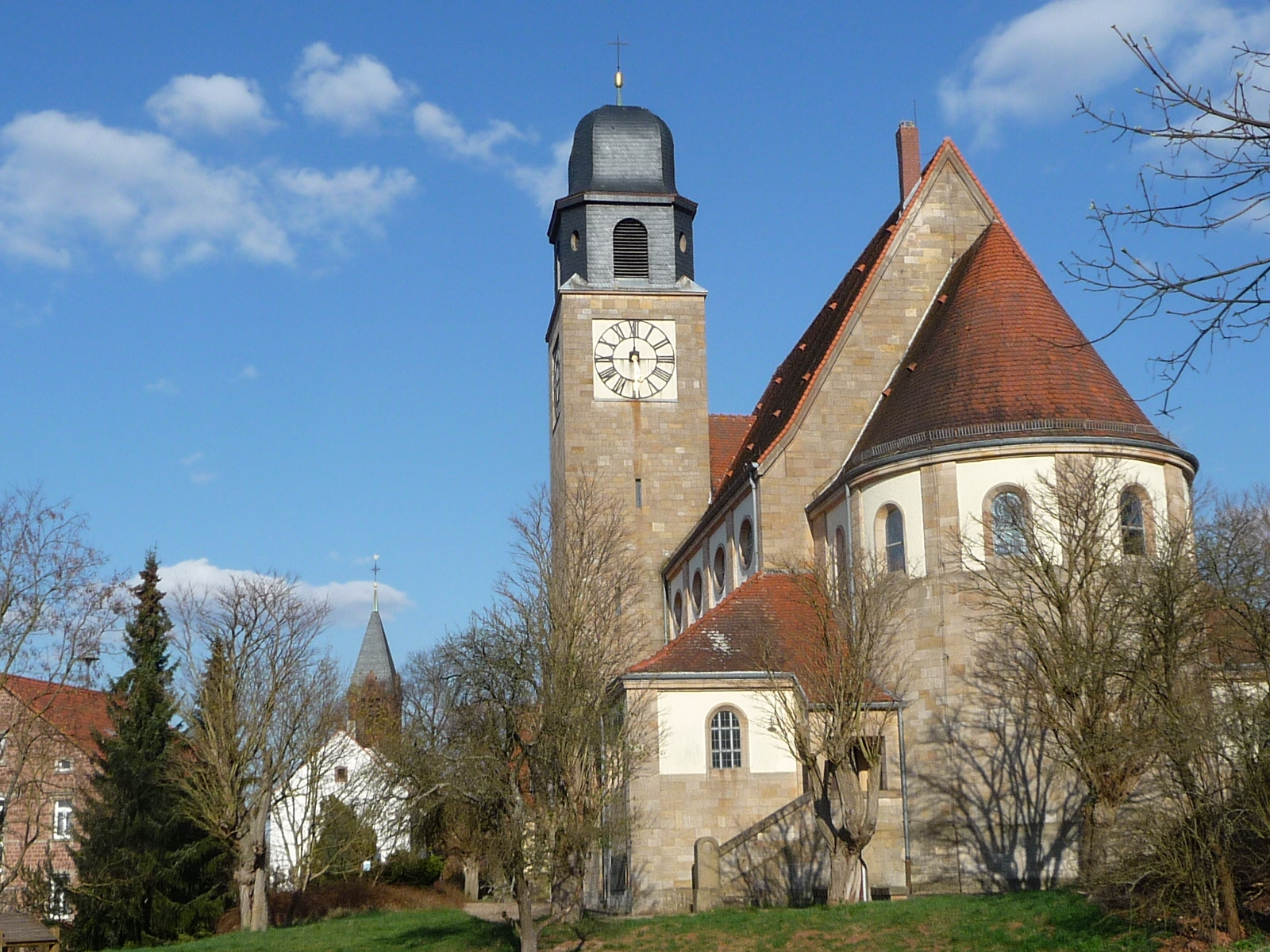
Katholische Kirche
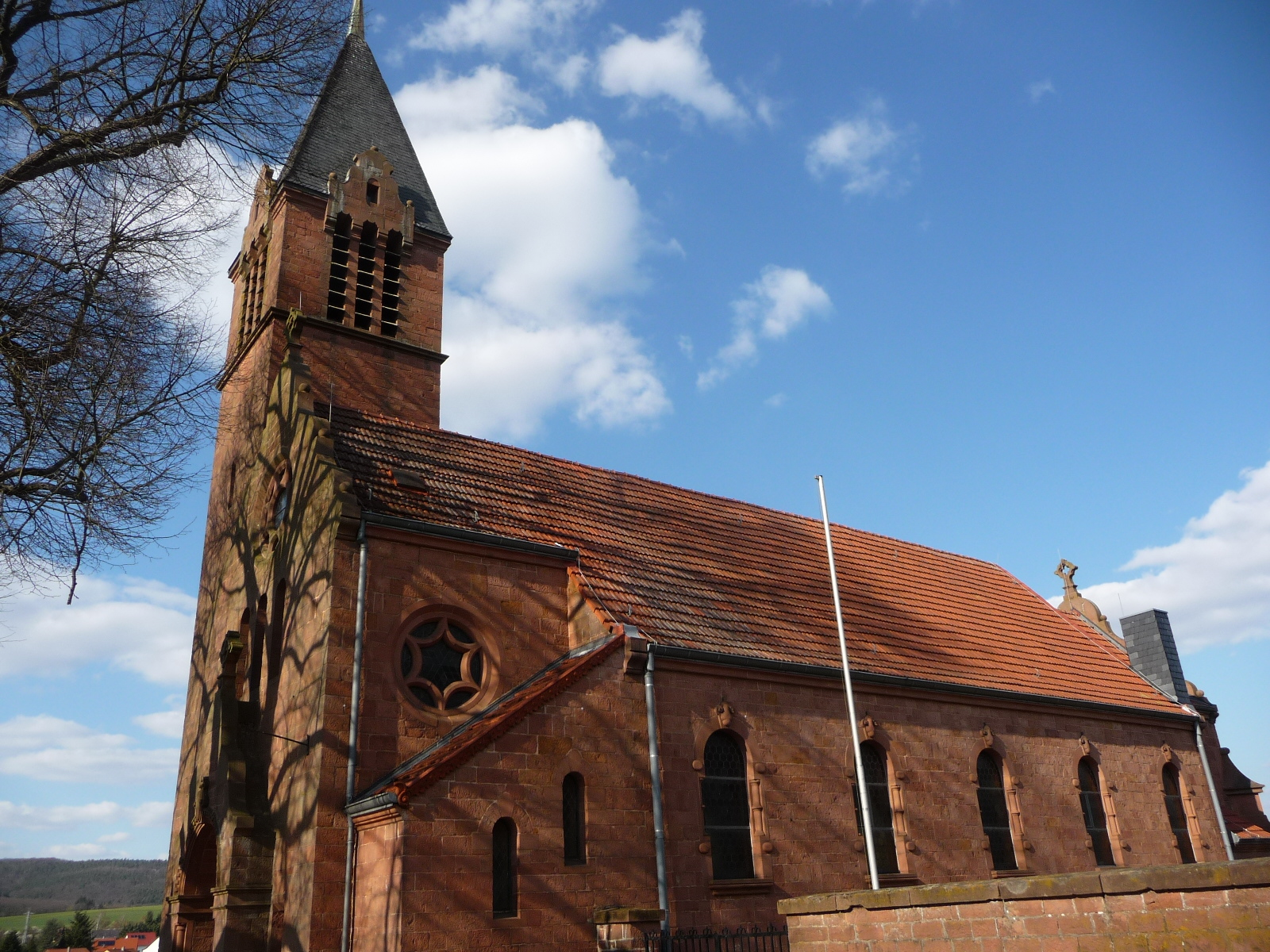
Protestantische Kirche
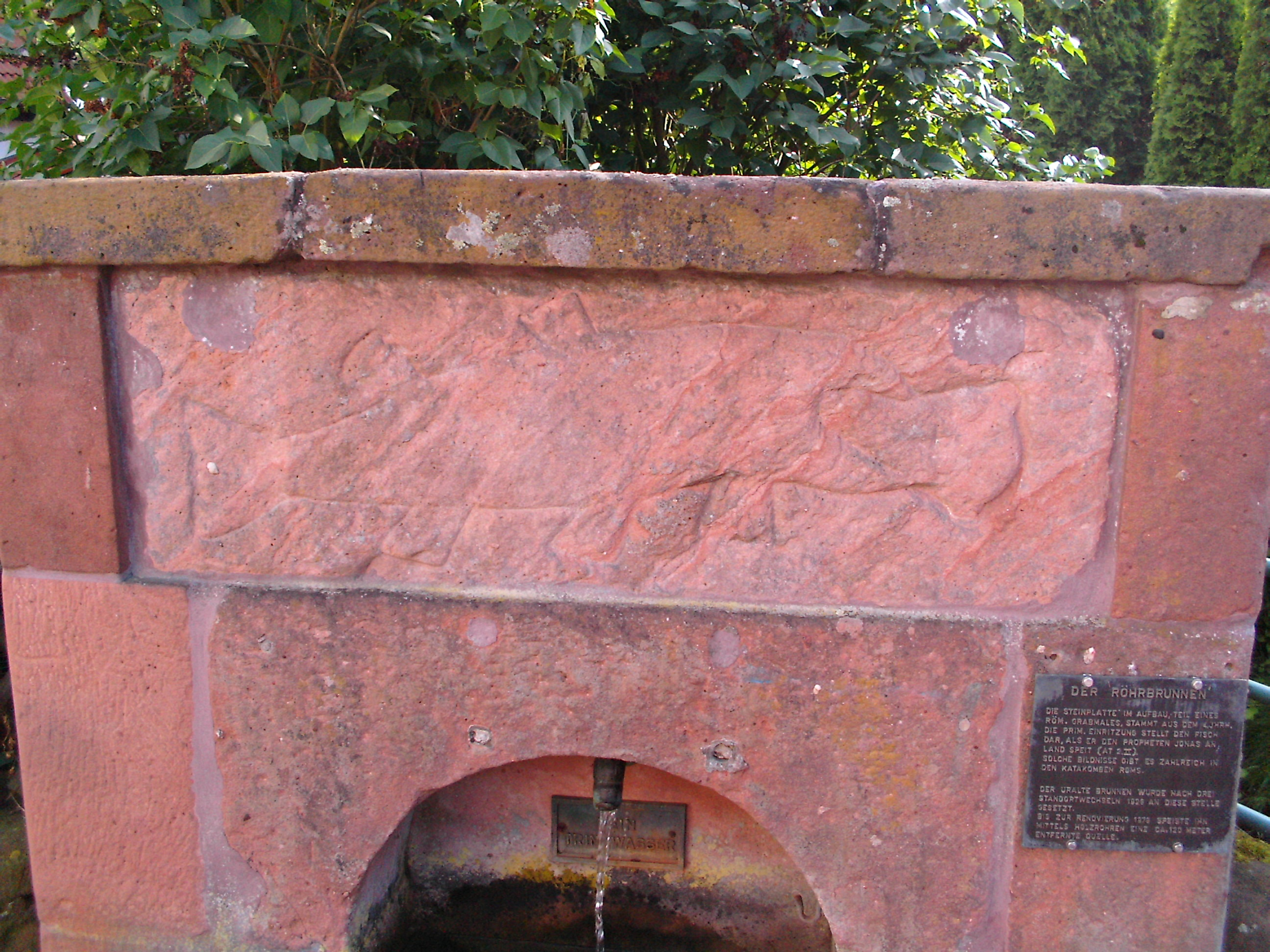
Brunnen mit eingemauertem Ritz-Relief „Walfisch spuckt Jonas aus“; Relief frühromanisch oder römisch-frühchristlich

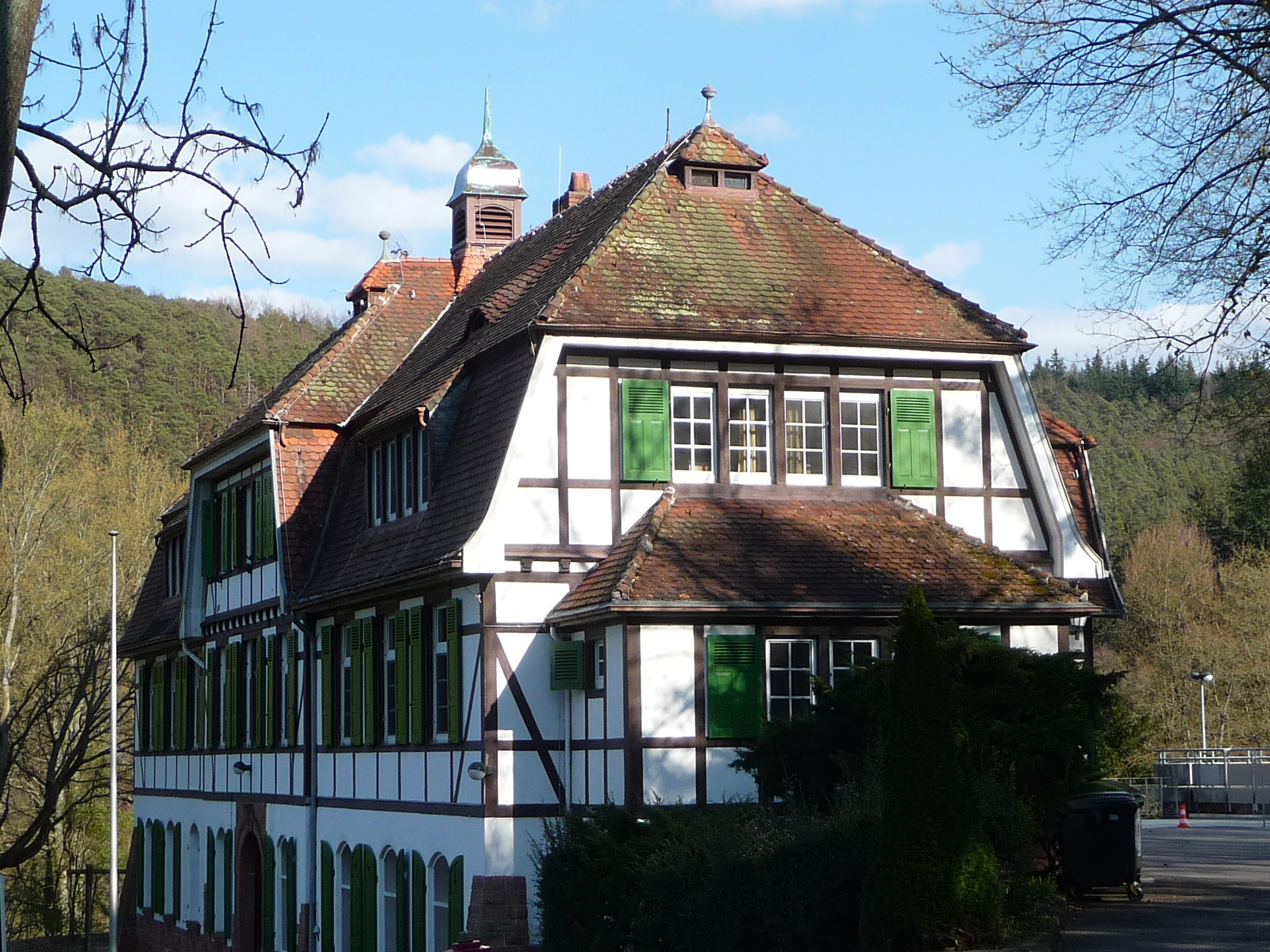
Unter Denkmalschutz stehendes Schullandheim

Der Klosterhof ist als Denkmalzone ausgewiesen.
Hinzu kommen zahlreiche Einzeldenkmäler, darunter die Katholische Pfarrkirche Mariä Himmelfahrt, die im Stil der Heimatschutzarchitektur errichtet wurde und das Puppenhaus Gienanth; letzteres befindet sich im Restaurant Seehaus Forelle am Eiswoog.

### Natur

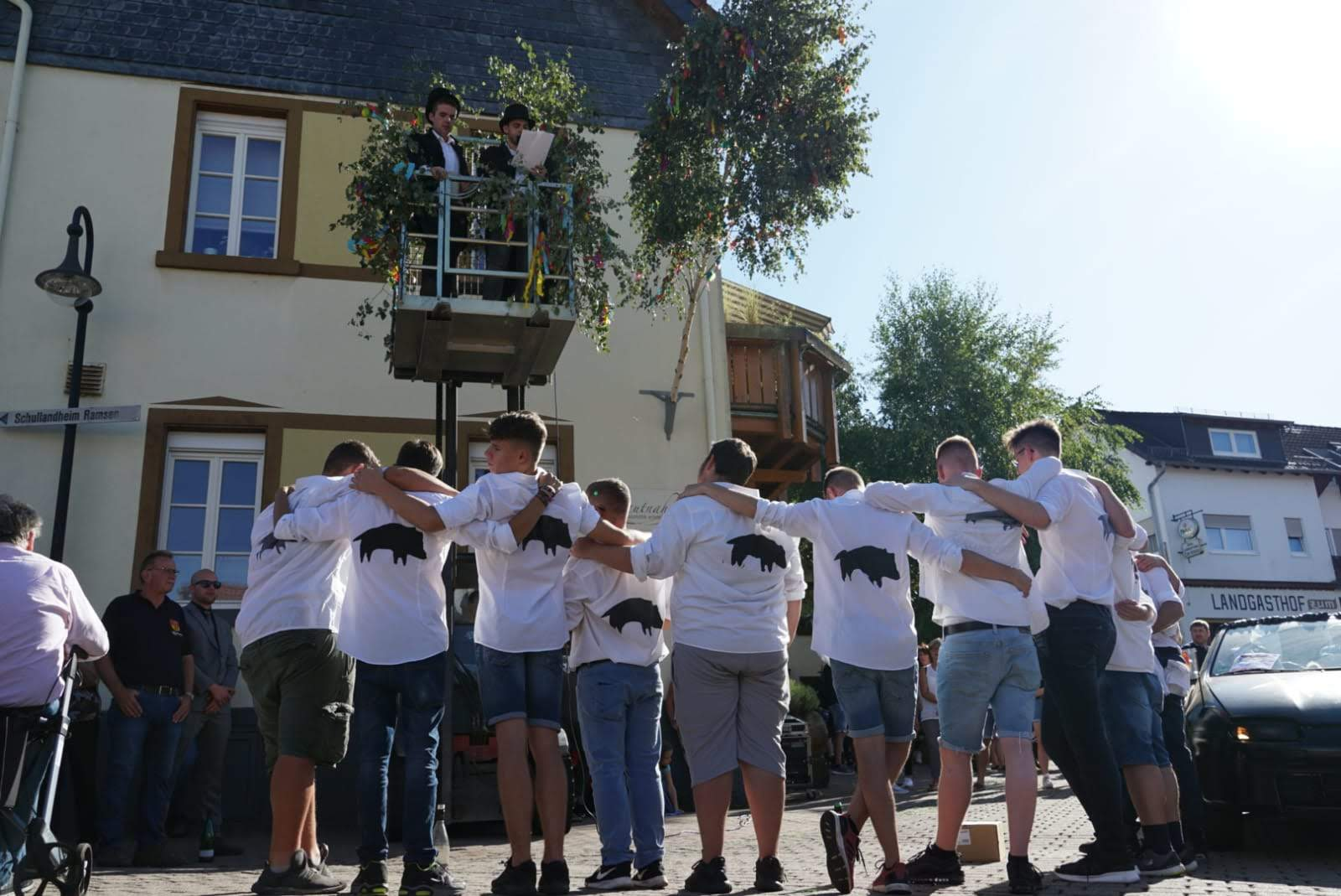
Traditionelle Kerwerede auf dem Ramser Marktplatz, vorgetragen durch die "Kerweborsch"

Der größte Teil der Gemeindegemarkung liegt im Naturpark Pfälzerwald, der wiederum zum Biosphärenreservat Pfälzerwald-Vosges du Nord gehört. Auf Gemarkung der Gemeinde befinden sich insgesamt vier Naturdenkmale. Im Süden des Gemeindegebiets befindet sich außerdem der Ritterstein 287; er trägt die Bezeichnung Eis-Ursprung und markiert die Quelle des Eisbachs.

### Brauchtum
Jedes Jahr am dritten Wochenende im September findet die „Ramser Kerb“ statt. Traditionell beginnt das Fest mit der feierlichen Ausgrabung der Kerwe am Kerwedenkmal durch die „Kerweborsch“. Am Sonntag erfolgt dann der Kerweumzug mit anschließender Kerwerede am Marktplatz. Dienstagnacht wird die Kerwe mit einer Rede begraben.
Die Einwohner Ramsens werden im Volksmund häufig als „Ramser Wildsäue“ bezeichnet. Daran erinnert einerseits das Kerwedenkmal, auf dem eine Wildsau thront, andererseits der Marktplatz, auf dem zahlreiche Wildschweinskulpturen zu finden sind. Grund dafür ist mutmaßlich der angrenzende Stumpfwald, in dem viele Wildschweine leben.

## Wirtschaft und Infrastruktur

### Wirtschaft
Früher wurde vor Ort Eisen abgebaut. Auf der Gemeindegemarkung existieren mindestens 18 große Schlackehügel aus dem ersten Jahrhundert.
Aufgrund der geographischen Gegebenheiten dominierte vor Ort jahrhundertelang die Forst- und Holzwirtschaft. Seit dem Spätmittelalter besitzt Ramsen das Recht, sich am nahen Stumpfwald mit Bauholz zu versorgen. Ab der frühen Neuzeit befand sich vor Ort ein Forstamt; inzwischen ist das Forstamt Donnersberg in Kirchheimbolanden für die örtlichen Waldgebiete zuständig.

### Verkehr
Schiene
Ramsen erhielt 1932 Bahnanschluss, als die zuvor in Eisenberg endende und in Grünstadt beginnende Eistalbahn bis Enkenbach durchgebunden wurde. Neben dem Bahnhof am Ort entstand ein Jahr später im Westen der Gemarkung der Haltepunkt Eiswoog. Der westlich des Siedlungsgebiets entstandene Eistalviadukt ist die längste Eisenbahnbrücke der Pfalz. Der Osten des Stempelkopf-Tunnel, den die Strecke durchquert, befindet sich ebenfalls auf Ramser Gemarkung. 1976 wurde der Personenverkehr eingestellt, der Ortsgüterverkehr 1981.
Nachdem die Personenbeförderung zwischen Grünstadt und Eisenberg bereits 1994 reaktiviert wurde, folgte der Abschnitt bis Ramsen ein Jahr später; seither ist Ramsen Endpunkt der Strecke und wird im Taktverkehr von Regionalbahnen bedient. Sams-, sonn- und feiertags wird die Linie seit 2001 über Ramsen hinaus bis zum Eiswoog verlängert. Der öffentliche Nahverkehr ist in den Verkehrsverbund Rhein-Neckar (VRN) integriert, es gelten dessen Gemeinschaftstarife.
Straße
Die Landesstraße 395 führt in Ost-West-Richtung durch die Gemeinde. Von dieser zweigen die Landesstraße 396 nach Göllheim und die Kreisstraße 74 ab, die ins jenseits des Landkreises gelegene Hettenleidelheim führt und dort zur Kreisstraße 35 wird. Die Kreisstraße 81 bindet den Ripperterhof an das Straßennetz an. In kurzer Entfernung zur Gemeinde befinden sich außerdem die A 63 im Norden und die A 6 im Süden.

### Tourismus

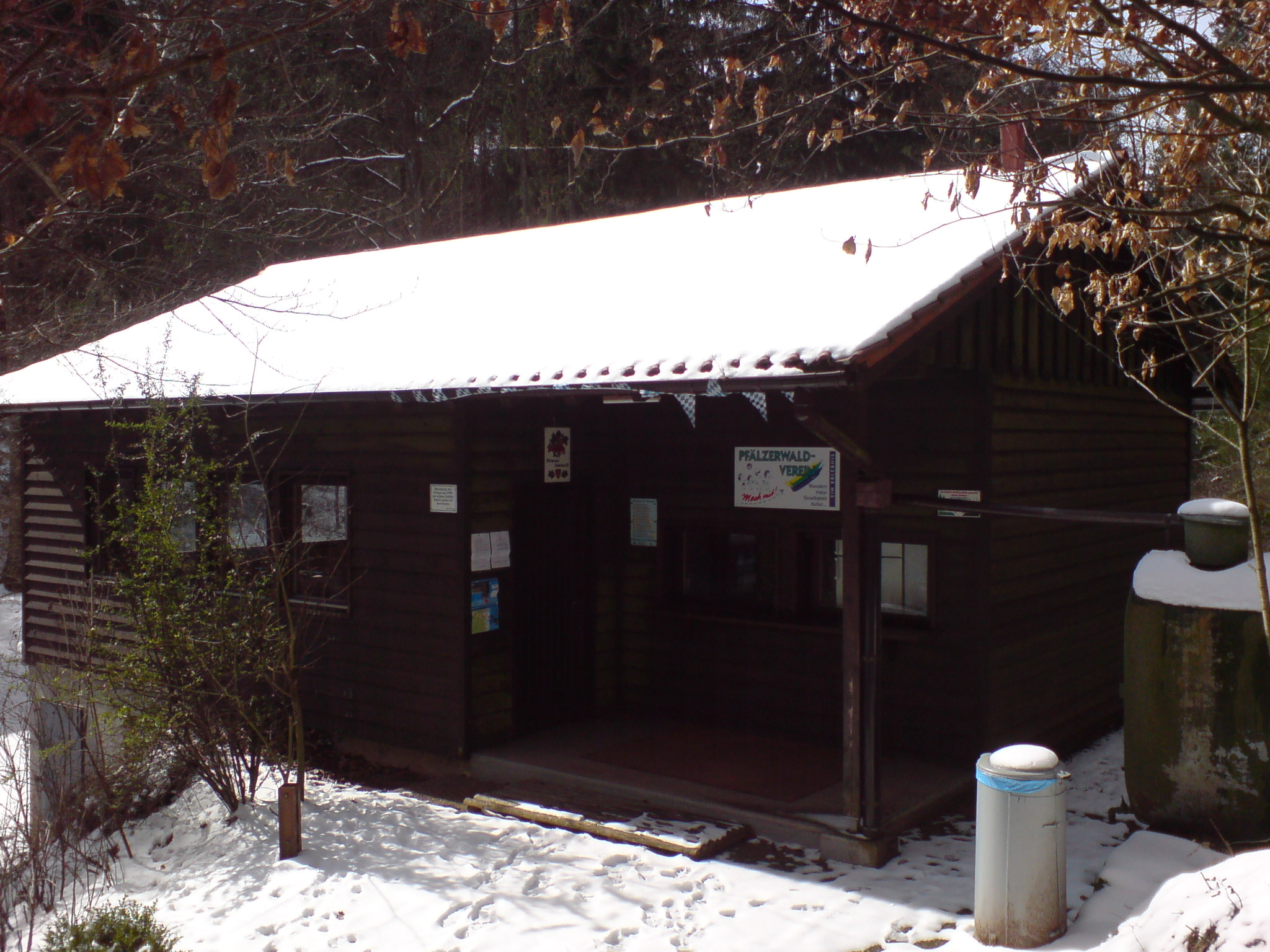
Hütte im Gemeindewald, Vereinshütte des Pfälzerwaldvereins Ramsen

Die seit 1996 verkehrende Stumpfwaldbahn ist eine dreieinhalb Kilometer lange Museumsfeldbahn, die im Norden des Pfälzerwalds auf der Gemarkung der Gemeinde Ramsen verkehrt und vom Verein Stumpfwaldbahn Ramsen e. V. betrieben wird. Ihre Strecke beginnt am westlichen Ortsrand von Ramsen und endet an dem Stausee Eiswoog.
Zudem liegt Ramsen am Barbarossa-Radweg, der in die westliche Richtung bis nach Glan-Münchweiler und im Osten bis nach Worms führt sowie am mit einem blauen Balken gekennzeichneten Fernwanderweg Staudernheim–Soultz-sous-Forêts und an einem mit einem blau-roten Balken markierten Weg, der eine Verbindung mit Kirchheimbolanden und Pirmasens herstellt. Durch das Gemeindegebiet verläuft außerdem ein Wanderweg, der mit einem gelben Balken markiert ist und von Glanbrücken bis nach Wachenheim an der Weinstraße führt. Im äußersten Westen führt für ein kurzes Stück der mit einem weißen Kreuz gekennzeichnete Fernwanderweg Nahegau-Wasgau-Vogesen über die Gemeindegemarkung. Darüber hinaus besitzt die örtliche Sektion des Pfälzerwald-Vereins die Hütte im Gemeindewald, die sich im Westen der Gemarkung befindet.

### Institutionen

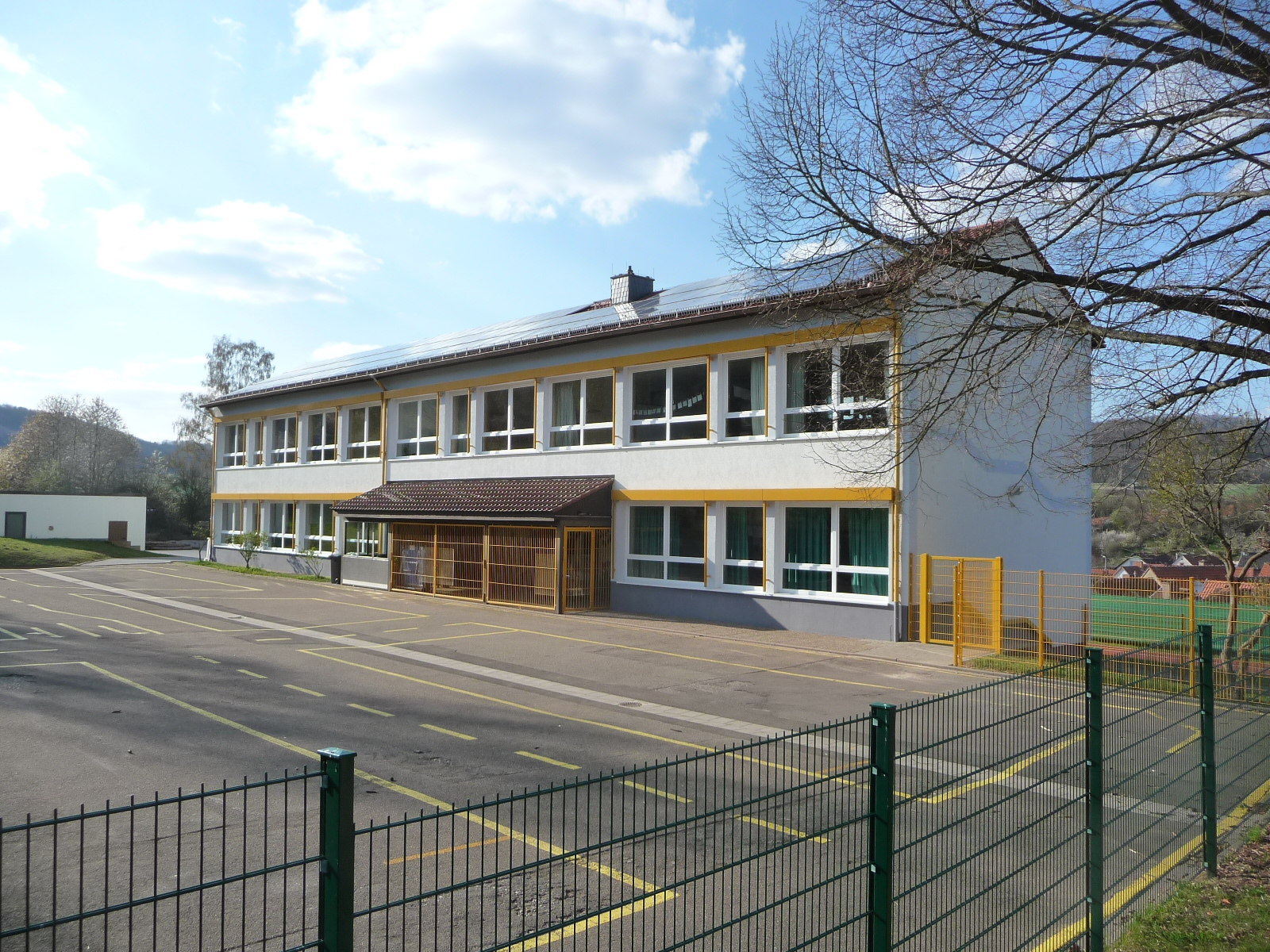
Grundschule

Bis 2007 war vor Ort das Spatzennest, eine evangelische Einrichtung der Kinder- und Jugendhilfe, ansässig; Mitte der 1990er Jahre geriet es im Zuge der Wormser Prozesse in die Schlagzeilen. Zudem befinden sich in Ramsen eine Grundschule sowie ein katholischer Kindergarten.

## Persönlichkeiten

### Söhne und Töchter der Gemeinde
- Heinrich Schumacher (1883–1949), katholischer Priester, Vizerektor der deutschen Nationalstiftung Santa Maria dell’Anima in Rom; ab 1913 Theologieprofessor und Buchautor an der kath. Universität von Washington D.C., USA.
- Franz Ernst (1887–1947), Zahnarzt und Kieferchirurg
- Walter Dech (1937–2019), Unternehmer
- Theo Rörig (1940–2022), Bildhauer
- Hans-Joachim Fischer (* 1950), Brigadegeneral des Heeres der Bundeswehr

### Personen, die in der Gemeinde gewirkt haben
- Albert Boßlet (1880–1957), deutscher Architekt, Erbauer der katholischen Kirche Mariä Himmelfahrt in Ramsen (1910).
- Hanns Fay (1888–1957), deutscher Maler, schuf das Wandgemälde in der katholischen Kirche in Ramsen.[15]
- Johannes Kriebitzsch (1857–1938), bemalte 1907 die Fenster der örtlichen protestantischen Kirche.
- Franz Schöberl (1845–1908), österreichisch-deutscher Architekt, unter dessen Leitung 1907 die protestantische Pfarrkirche in Ramsen erbaut wurde.[16]